# Mesochorus angustatus
Mesochorus angustatus är en stekelart som beskrevs av Thomson 1886. Mesochorus angustatus ingår i släktet Mesochorus och familjen brokparasitsteklar. Arten är reproducerande i Sverige. Inga underarter finns listade i Catalogue of Life.